# Ameromyia modesta
Ameromyia modesta är en insektsart som först beskrevs av Banks 1943.  Ameromyia modesta ingår i släktet Ameromyia och familjen myrlejonsländor. Inga underarter finns listade i Catalogue of Life.